# Linn Svahn
Linn Svahn (9 dicembre 1999) è una fondista svedese.

## Biografia
Attiva in gare FIS dal novembre del 2015, in Coppa del Mondo ha esordito il 16 marzo 2019 a Falun (21ª) e ha ottenuto la prima vittoria, nonché primo podio, il 14 dicembre successivo a Davos, nella sua seconda gara nel massimo circuito; nella stagione 2019-2020 ha conquistato la Coppa del Mondo di sprint. Nel febbraio 2021 si è infortunata alla spalla nel corso della tappa di Coppa del Mondo a Ulricehamn, l'infortunio avrebbe dovuto portare ad un'operazione, evitata con terapie conservative in vista della successiva rassegna iridata.
Ai Mondiali di Oberstdorf 2021, sua prima presenza iridata, si è classificata 11ª nella sprint; nel settembre dello stesso anno è stata operata per l'infortunio patito a Ulricehamn ed è stata quindi costretta a non disputare la stagione olimpica. Ai Mondiali di Planica 2023 si è piazzata 4ª nella 30 km, 4ª nella sprint e 16ª nello skiathlon. Nella stagione 2023-2024 ha conquistato per la seconda volta la Coppa del Mondo di sprint.

## Palmarès

### Mondiali juniores
- 1 medaglie:
  - 1 bronzo (staffetta a Lahti 2019)

### Coppa del Mondo
- Miglior piazzamento in classifica generale: 2ª nel 2024
- Vincitrice della Coppa del Mondo di sprint nel 2020 e nel 2024
- 23 podi (16 individuali, 7 a squadre):
  - 15 vittorie (9 individuali, 6 a squadre)
  - 5 secondi posti (4 individuali, 1 a squadre)
  - 3 terzi posti (individuali)

#### Coppa del Mondo - vittorie
| Data             | Località | Nazione   | Spec.                                                          |
| ---------------- | -------- | --------- | -------------------------------------------------------------- |
| 14 dicembre 2019 | Davos    | Svizzera  | SP TL                                                          |
| 22 dicembre 2019 | Planica  | Slovenia  | TS TL (con Maja Dahlqvist)                                     |
| 11 gennaio 2020  | Dresda   | Germania  | SP TL                                                          |
| 12 gennaio 2020  | Dresda   | Germania  | TS TL (con Maja Dahlqvist)                                     |
| 8 febbraio 2020  | Falun    | Svezia    | SP TC                                                          |
| 30 gennaio 2021  | Falun    | Svezia    | 10 km TC MS                                                    |
| 31 gennaio 2021  | Falun    | Svezia    | SP TC                                                          |
| 22 gennaio 2023  | Livigno  | Italia    | TS TL (con Maja Dahlqvist)                                     |
| 19 gennaio 2024  | Oberhof  | Germania  | SP TC                                                          |
| 21 gennaio 2024  | Oberhof  | Germania  | 4x7,5 km (con Frida Karlsson, Ebba Andersson e Jonna Sundling) |
| 26 gennaio 2024  | Goms     | Svizzera  | 4x5 km (con William Poromaa, Frida Karlsson e Jens Burman)     |
| 27 gennaio 2024  | Goms     | Svizzera  | SP TL                                                          |
| 13 febbraio 2024 | Canmore  | Canada    | SP TC                                                          |
| 1º marzo 2024    | Lahti    | Finlandia | TS TC (con Jonna Sundling)                                     |
| 14 febbraio 2025 | Falun    | Svezia    | SP TC                                                          |

Legenda:

TC = tecnica classica

TL = tecnica libera

MS = partenza in linea

SP = sprint

TS = sprint a squadre

#### Coppa del Mondo - competizioni intermedie
- 9 podi di tappa:
  - 7 vittorie
  - 1 secondo posto
  - 1 terzo posto

##### Coppa del Mondo - vittorie di tappa
| Data             | Località      | Nazione   | Competizione | Disciplina  |
| ---------------- | ------------- | --------- | ------------ | ----------- |
| 27 novembre 2020 | Kuusamo       | Finlandia | Ruka Triple  | SP TC       |
| 1º gennaio 2021  | Val Müstair   | Svizzera  | Tour de Ski  | SP TL       |
| 2 gennaio 2021   | Val Müstair   | Svizzera  | Tour de Ski  | 10 km TC    |
| 9 gennaio 2021   | Val di Fiemme | Italia    | Tour de Ski  | SP TC       |
| 30 dicembre 2023 | Dobbiaco      | Italia    | Tour de Ski  | SP TL       |
| 3 gennaio 2024   | Davos         | Svizzera  | Tour de Ski  | SP TL       |
| 6 gennaio 2024   | Val di Fiemme | Italia    | Tour de Ski  | 15 km TC MS |

Legenda:

TC = tecnica classica

TL = tecnica libera

SP = sprint

MS = partenza in linea